# Laetesia
Genre
Laetesia est un genre d'araignées aranéomorphes de la famille des Linyphiidae.

## Distribution
Les espèces de ce genre se rencontrent en Océanie et en Thaïlande.

## Liste des espèces
Selon World Spider Catalog (version 19.0, 20/05/2018) :
- Laetesia amoena Millidge, 1988
- Laetesia asiatica Millidge, 1995
- Laetesia aucklandensis (Forster, 1964)
- Laetesia bellissima Millidge, 1988
- Laetesia chathami Millidge, 1988
- Laetesia distincta Millidge, 1988
- Laetesia egregia Simon, 1908
- Laetesia forsteri Wunderlich, 1976
- Laetesia germana Millidge, 1988
- Laetesia intermedia Blest & Vink, 2003
- Laetesia leo van Helsdingen, 1972
- Laetesia minor Millidge, 1988
- Laetesia mollita Simon, 1908
- Laetesia nornalupiensis Wunderlich, 1976
- Laetesia oceaniae (Berland, 1938)
- Laetesia olvidada Blest & Vink, 2003
- Laetesia paragermana Blest & Vink, 2003
- Laetesia peramoena (O. Pickard-Cambridge, 1880)
- Laetesia prominens Millidge, 1988
- Laetesia pseudamoena Blest & Vink, 2003
- Laetesia pulcherrima Blest & Vink, 2003
- Laetesia raveni Hormiga & Scharff, 2014
- Laetesia trispathulata (Urquhart, 1886)
- Laetesia weburdi (Urquhart, 1890)
- Laetesia woomeraensis Wunderlich, 1976

## Publication originale
- Simon, 1908 : Araneae. 1re partie. Die Fauna südwest-Australiens. Jena, vol. 1, no 12, p. 359-446 (texte intégral).